# Days of Pearly Spencer
«Days of Pearly Spencer» es una canción interpretada por el músico irlandés David McWilliam, publicada en su segundo álbum de estudio David McWilliams Vol. 2. Aunque llegó a posicionarse en varios países de Europa continental y en Australia, la versión original no fue un éxito en las listas del Reino Unido e Irlanda. La canción fue regrabada por McWilliams con un nuevo arreglo en su álbum Working for the Government (1987).

## Antecedentes
Habiendo fracasado con su primer sencillo, «God and My Country», McWilliams ingresó a un estudio de grabación de Belfast para grabar algunos demos. Por esa época, Mervyn Solomon escuchó sus cintas y quedó lo suficientemente impresionado como para telefonear a su hermano Phil Solomon. Debido a que McWilliams ya había firmado con CBS Records, que fabricaba las grabaciones de Major Minor, Phil Solomon se ofreció a quitarles McWilliams de las manos. La oferta fue aceptada y Solomon se llevó a McWilliams a Londres para grabar la canción. Originalmente, la canción era una balada conmovedora.
La canción tenía, según Stuart Bailie de BBC Radio Ulster, un “estilo parpadeante, casi documental” en el que llevaba a los oyentes a las partes más deterioradas de Ballymena, donde la gente caminaba entre los escombros descalza y estaba visiblemente envejecida. Debido al título de la canción, muchos oyentes creyeron que la canción se refería a un individuo atormentado por un estilo de vida pobre y al alcohol de mala calidad; McWilliams dijo que había escrito la canción sobre un vagabundo que se encuentra en Ballymena. Sin embargo, algunos de los allegados a McWilliams afirmaron que estaba escribiendo sobre dos damas de su ciudad natal.

## Grabación y lanzamiento
La grabación fue producida por Mike Leander, quien formó un amplio arreglo orquestal para la canción. Leander había proporcionado previamente arreglos para canciones como «She's Leaving Home» de The Beatles y «As Tears Go By» de Marianne Faithfull.
Algunas de las voces de McWilliams se grabaron utilizando una línea telefónica desde una cabina telefónica cerca del estudio, generando un efecto de baja tecnología y dando a la canción un coro extraño de “llamada telefónica”. La canción se lanzó originalmente en octubre de 1967 como lado B de «Harlem Lady», pero «Days of Pearly Spencer» recibió una exposición considerable en Radio Caroline, de la que Solomon era ejecutivo, y en anuncios en la prensa musical del Reino Unido. Se sacaron anuncios de doble página en todos los principales periódicos de música y la portada de New Musical Express lo presentó, llamándolo “el sencillo que te dejará boquiabierto”, y el álbum que lo acompaña, David McWilliams, “el álbum que cambiará el curso de la música”. Los anuncios estaban pegados por todas partes, y en 2012 Stuart Bailie de Radio Ulster comentó que “no había escapatoria de David McWilliams”. Incluso aparecieron anuncios de la canción en autobuses de dos pisos, pero McWilliams “caminaba por Londres sin el dinero de bolsillo para subirse a uno de esos autobuses”, y una publicación calculó el costo total de la promoción en cerca de £20,000 (equivalente a £ 390,000 en 2021).
Sin embargo, la BBC se negó a reproducir la canción debido a la participación de Solomon en la estación de radio extraterritorial Radio Caroline y, por lo tanto, la canción no logró alcanzar las listas de sencillos del Reino Unido e Irlanda. La canción se volvió a publicar en tres ocasiones y sigue siendo un elemento básico de las estaciones de radio “oldies”.

## Recepción y legado
Richie Unterberger describió la canción como “la mejor canción [de McWilliams], con un borde oscuro, violines arremolinados y un toque efectivo de psicodelia en la voz distorsionada por megáfono en el coro de la canción”. En 2002, The Independent llamó a la canción “de ensueño”. En 2012, Stuart Bailie de Radio Ulster llamó a «Harlem Lady», el lado A, una “melodía de calidad” y a «Days of Pearly Spencer» una “canción notable”.

## Posicionamiento
| Gráfica (1967–68)                                     | Pico de posición |
| ----------------------------------------------------- | ---------------- |
| Australia (Go-Set)                                    | 32               |
| Australia (Kent Music Report)                         | 42               |
| Bélgica (Flandes) (Ultratop 50 Singles)               | 10               |
| Bélgica (Valonia) (Ultratop 50 Singles)               | 2                |
| Estados Unidos (Billboard Bubbling Under the Hot 100) | 134              |
| Francia (IFOP)                                        | 1                |
| Italia (Musica e dischi)                              | 14               |
| Países Bajos (Nederlandse Top 40)                     | 8                |
| Países Bajos (Single Top 100)                         | 6                |
| Suiza (Schweizer Hitparade)                           | 4                |

| Gráfica (1976)                    | Pico de posición |
| --------------------------------- | ---------------- |
| Alemania (Official German Charts) | 47               |